# کوه مینگوس
۳۴°۴۱′۳۸″ شمالی ۱۱۲°۰۷′۴۰″ غربی / ۳۴٫۶۹۳۸۹°شمالی ۱۱۲٫۱۲۷۷۸°غربی
کوه مینگوس (به انگلیسی: Mingus Mountain) کوهی بین سدونا، آریزونا و پرسکت، آریزونا است.
این کوه در میان جنگل ملی پرسکت قرار دارد، و یکی از زیستگاه‌های کهن سرخ‌پوستان سیناگوا بوده‌است.